# Emma Bell
Emma Jean Bell (Woodstown, 17 dicembre 1986) è un'attrice statunitense.

## Biografia
È conosciuta principalmente per il ruolo di Parker O'Neil, una dei 3 protagonisti del film Frozen del 2010 e come Amy nella serie televisiva The Walking Dead. Nel 2011 è stata Molly Harper, una delle protagoniste del film Final Destination 5 in cui ha recitato accanto a Nicholas D'Agosto e Miles Fisher. Nel 2016 è la giovane poetessa Emily Dickinson nel film A Quiet Passion.

## Filmografia

### Attrice

#### Cinema
- Il mio sogno più grande (Gracie), regia di Davis Guggenheim (2007)
- New York City Serenade, regia di Frank Whaley (2007)
- The Favor, regia di Eva S. Aridjis (2007)
- Death in Love, regia di Boaz Yakin (2008)
- Frozen, regia di Adam Green (2010)
- Elektra Luxx, regia di Sebastian Gutierrez (2010)
- Hatchet II, regia di Adam Green (2010)
- Final Destination 5, regia di Steven Quale (2011)
- Succhiami (Breaking Wind), regia di Craig Moss (2011)
- Life Inside Out, regia di Jill D'Agnenica (2013)
- Bipolar, regia di Jean Veber (2014)
- See You in Valhalla, regia di Jarret Tarnol (2015)
- A Quiet Passion, regia di Terence Davies (2016)
- Different Flowers, regia di Morgan Dameron (2017)
- Plus One, regia di Jeff Chan e Andrew Rhymer (2019)
- Un amore degenerato (Deviant Love), regia di Michael Feifer (2019)
- The Argument, regia di Robert Schwartzman (2020)
- Why?, regia di Corbin Timbrook (2021)

#### Televisione
- Squadra emergenza (Third Watch) – serie TV, episodio 6x09 (2004)
- Law & Order - Unità vittime speciali (Law & Order: Special Victims Unit) – serie TV, episodi 6x05-15x22 (2004-2014)
- The Bedford Diaries – serie TV, 5 episodi (2006)
- Law & Order - I due volti della giustizia (Law & Order) – serie TV, episodio 17x13 (2007)
- Ghost Whisperer - Presenze (Ghost Whisperer) – serie TV, episodio 4x13 (2009)
- Dollhouse – serie TV, episodio 1x08 (2009)
- Supernatural – serie TV, episodio 5x03 (2009)
- The Walking Dead – serie TV, 6 episodi (2010-2012)
- CSI: Miami – serie TV, episodio 10x04 (2011)
- Arrow – serie TV, episodio 1x02 (2012)
- Midnight Sun, regia di Brad Anderson – film TV (2012)
- Dallas – serie TV, 29 episodi (2013-2014)
- Rizzoli & Isles – serie TV, episodio 7x03 (2016)
- Relationship Status – serie TV, 7 episodi (2016-2017)
- American Horror Story – serie TV, episodio 6x10 (2016)
- Kevin (Probably) Saves the World – serie TV, episodio 1x03 (2017)
- Designated Survivor – serie TV, episodio 2x10 (2017)
- Lucifer – serie TV, episodio 3x23 (2018)
- NCIS - Unità anticrimine (NCIS) – serie TV, episodio 17x08 (2019)

### Regista

#### Cortometraggi
- Scratch (2016)
- Between the Pines (2019)

## Riconoscimenti
Female Filmmakers Fuse Film Festival
- 2019 – Premio alla miglior regia per Between the Pines

Chelsea Film Festival
- 2019 – Premio alla miglior regia per Between the Pines

Women in Horror Film Festival
- 2017 – Candidatura alla miglior regia per Scratch

Eyegore Awards
- 2011 – Premio alla miglior attrice per Frozen

Fright Meter Awards
- 2010 – Candidatura alla miglior attrice per Frozen

## Doppiatrici italiane
Nelle versioni in italiano delle opere in cui ha recitato, Emma Bell è stata doppiata da:
- Valentina Favazza in Frozen, CSI: Miami[1], A Quiet Passion[2]
- Perla Liberatori in The Walking Dead[3], Final Destination 5[4]
- Letizia Ciampa in Il mio sogno più grande[5]
- Laura Latini in Ghost Whisperer - Presenze[6]
- Francesca Manicone in Supernatural[7]
- Laura Lenghi in Succhiami[8]
- Isabella Benassi in Dallas[9]
- Federica De Bortoli in NCIS - Unità anticrimine[10]